# Looty

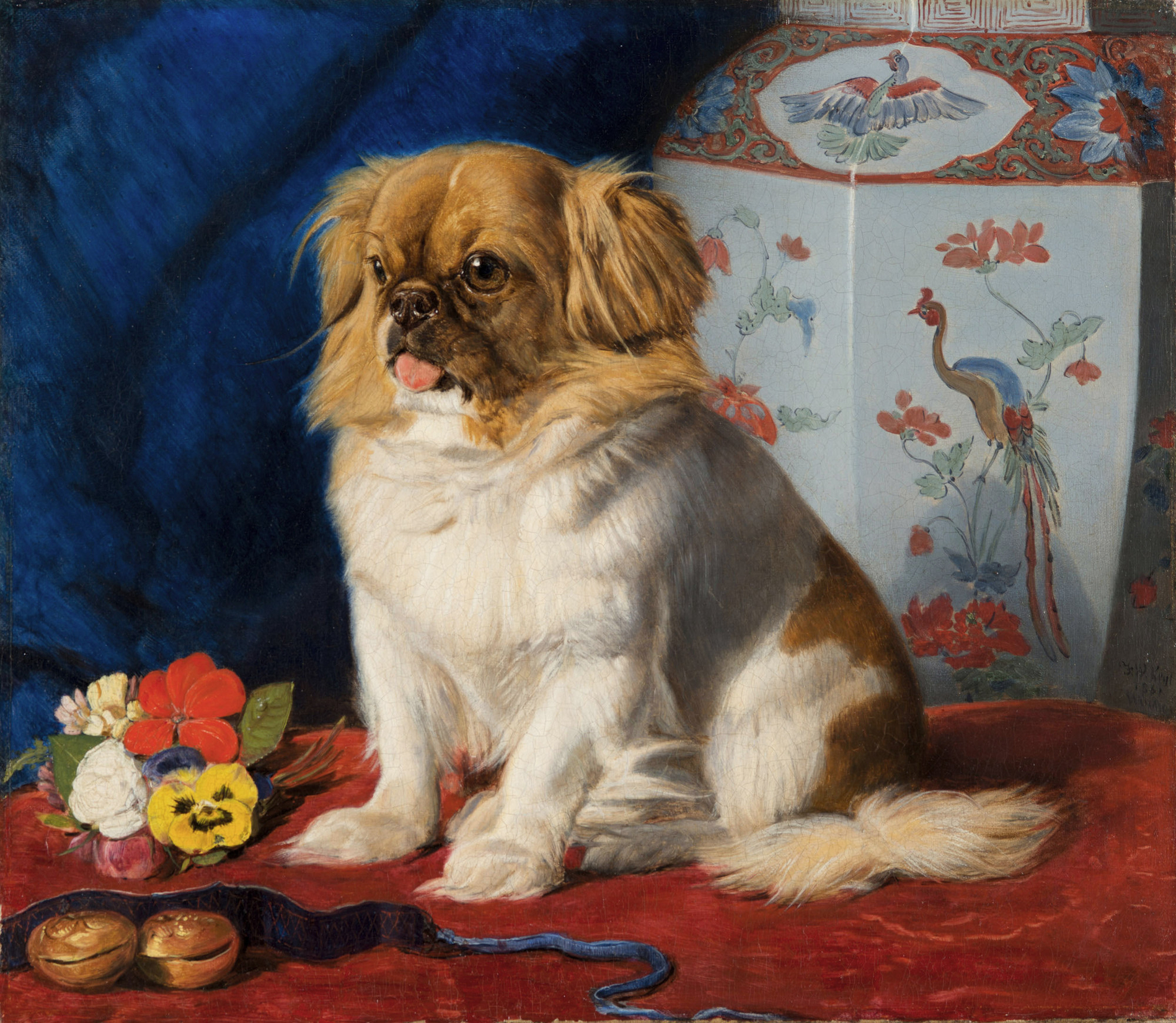
Looty, 1861 gemalt von Friedrich Wilhelm Keyl, Öl auf Leinwand, Royal Collection

Looty, auch Lootie, abgeleitet von englisch to loot ‚plündern‘ (* um 1855 im Kaiserreich China; † 2. März 1872 auf Windsor Castle in Windsor, Vereinigtes Königreich Großbritannien und Irland), war ein weiblicher Haushund, der als britische Kriegsbeute aus China ins Schloss Windsor kam. Sie gilt als einer der ersten fünf Pekingesen, die außerhalb Chinas lebten.

## Geschichte

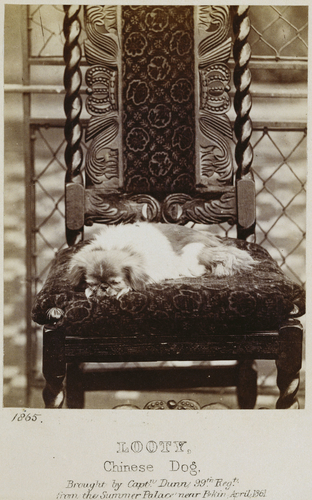
Looty, 1865 fotografiert von William Bambridge, Royal Collection

Looty soll im Alten Sommerpalast bei Peking einer kaiserlichen Konkubine bzw. einer Tante des Kaisers Xianfeng gehört haben, die Suizid beging, als dort während des Zweiten Opiumkriegs französische und britische Truppen die Residenz zerstörten. John Hart Dunne, Captain des 99th (Lanarkshire) Regiment of Foot, berichtete, dass er Looty im Lager französischer Soldaten, die den Sommerpalast geplündert hatten, erworben habe. Vier weitere Exemplare, die in den kaiserlichen Gemächern entdeckt worden waren, nahmen andere britische Offiziere an sich. Alle fünf Pekingesen gelangten nach England. Dort verehrte Dunne seinen Hund 1861 Königin Victoria, überreicht mit einem Begleitschreiben, auf dessen Umschlag „Lootie from China“ stand. In dem Schreiben erklärte er:

„Sie ist eine sehr zutrauliche und kluge kleine Kreatur – sie ist daran gewöhnt, verhätschelt zu werden, und in der Hoffnung, dass Ihre Majestät und die Königliche Familie sie weiter so behandeln werden, habe ich sie aus China mitgebracht.“

Die Königin überließ die Pekingesenhündin ihrem Königlichen Zwinger auf Schloss Windsor, wo das Tier als Teil der „Royal Collection of Dogs“ geführt wurde. Eine für die Fütterung zuständige Person erklärte, dass Looty sehr anspruchsvoll sei und „im Allgemeinen kein Brot und keine Milch, aber durchaus gekochten Reis mit ein wenig Huhn und Bratensaft“ zu sich nähme. Beschrieben wurde Looty 1861 von der Zeitung The Illustrated London News als „the smallest and by far the most beautiful little animal that has appeared in this country“. Looty war zu ihrer Zeit ein bekannter Hund, so war sie im Jahr 1863 einer von zwei Hunden, die in einer Doppelnummer der Sportzeitschrift The Field erwähnt wurden. Auch die Wiener Jagd-Zeitung berichtete im gleichen Jahr über sie: „Looty, ein chinesischer Hund, bei Plünderung des Palastes in Peking erbeutet, nun Eigenthum der Königin“.
In Windsor wurde Looty vom Hoffotografen William Bambridge und vom Tiermaler Friedrich Wilhelm Keyl porträtiert. Keyls Bildnis von Looty wurde 1862 auf einer Ausstellung der Royal Academy of Arts bewundert, danach hing das Bild in Schloss Windsor. Eine Kopie des Bildes erhielt John Hart Dunne, in dessen Familie das Gemälde ein Erbstück wurde.
Looty hatte keine Nachkommen in England. Die anderen mit ihr nach England gelangten Palasthunde begründeten jedoch jeweils eine Pekingesen-Zucht, so ein schwarz-weißes Pärchen, bestehend aus dem Rüden Schlorff und der Hündin Hytien, ein Mitbringsel von Lord John Hay (1827–1916) für dessen Schwester Elizabeth Hay (1820–1904), die Herzogin von Wellington, und ein weiteres, dunkelkastanienbraunes Pärchen, das Lord Hays Begleiter George Fitzroy seiner Cousine Frances Harriett Greville (1824–1887), der Herzogin von Richmond, schenkte. Noch im Laufe des 19. Jahrhunderts kamen weitere Pekingesen ins Vereinigte Königreich.